# Balofloxacina
La  balofloxacina (nella fase sperimentale conosciuta anche con la sigla Q-35) è un composto che appartiene alla classe dei chinoloni di terza generazione, scoperto e commercializzato in Corea con il nome di Q-Roxin dalla società farmaceutica Choongwae.

## Storia
Il composto venne inizialmente sviluppato dalle compagnie Chugai e Ciba per il trattamento delle infezioni a carico delle vie respiratorie. 
Le prime sperimentazioni misero in evidenza una scarsa efficacia dell'antibiotico ed il progetto fu abbandonato nel 1995.
In seguito a studi clinici di fase II Choongwae acquistò i diritti per la molecola e realizzò con successo studi clinici di fase III.
La balofloxacina venne infine approvata dalla agenzia del farmaco coreana nel dicembre 2001 per il trattamento di infezioni del tratto urinario.

## Farmacodinamica
Come altri chinoloni la balofloxacina agisce inibendo in modo selettivo sia la DNA–girasi (conosciuta anche come topoisomerasi II) che la topoisomerasi IV, enzimi fondamentali per i processi di duplicazione, trascrizione e riparazione dell'acido deossiribonucleico (DNA) della cellula batterica. Il blocco di questi due meccanismi enzimatici porta alla morte del batterio.
Il farmaco risulta attivo nei confronti di Staphylococcus, Streptococcus, Enterococcus, Morganella, Providencia, Escherichia coli, Citrobacter, Klebsiella pneumoniae, Enterobacter, Serratia marcescens, Proteus mirabilis, Pseudomonas aeruginosa, Peptostreptococcus, Acinetobacter e Chlamydia pneumoniae.

## Farmacocinetica
Studi eseguiti sugli animali hanno messo in evidenza che il composto, a seguito di assunzione per via orale, viene quasi completamente assorbito nei ratti e nei cani. Entro 24 ore dalla somministrazione per os una percentuale pari a circa il 22% della molecola viene eliminata per via urinaria, in forma immodificata. Una piccola percentuale può essere rintracciata escreta nelle urine come metabolita (balofloxacina glucuronide).

Studi eseguiti sull'uomo e in soggetti anziani volontari hanno mostrato che l'assorbimento di balofloxacina in questa popolazione tende ad essere ritardato (verosimilmente in conseguenza di una ridotta motilità gastrointestinale). Anche l'eliminazione per via renale tende ugualmente ad essere ritardata e ridotta, a causa della ridotta funzionalità renale che, fisiologicamente, si verifica con l'invecchiamento.

## Usi clinici
La balofloxacina trova indicazione nel trattamento delle infezioni delle vie urinarie (cistite acuta non complicata, uretrite, pielonefrite) specialmente se sostenute da batteri Gram negativi. Il farmaco è stato anche utilizzato nelle infezioni ostetriche e ginecologiche e nelle enteriti batteriche.

## Effetti collaterali e indesiderati
Tra gli effetti avversi più frequenti si segnalano quelli a carico dell'apparato gastrointestinale (perdita di appetito, dispepsia, secchezza delle fauci, nausea, vomito, sensazione di gonfiore addominale e dolore addominale, diarrea. 
È stato riportato che la comparsa di diarrea grave e persistente, specialmente se accompagnato dall'emissione di feci di sangue, deve far sospettare l'insorgenza di un'infezione da C. difficile, in particolare una colite pseudomembranosa, un effetto indesiderato molto raro ma che è già stato segnalato con l'utilizzo di altri agenti antibatterici della medesima classe.
La molecola può comportare anche disturbi del sistema nervoso centrale (SNC) comprendenti cefalea, vertigini, sensazione di stordimento, disturbi del sonno e insonnia, depressione, ansia, irritabilità, confusione mentale, disorientamento e talvolta comparsa di allucinazioni.
La molecola può facilitare la comparsa di convulsioni in soggetti che hanno già una storia personale di epilessia o di fattori che possono predisporre alle convulsioni, come ad esempio pregressi traumi cranici, ischemie cerebrali o encefalopatia multivascolare).
In alcuni pazienti è stata riportata l'insorgenza di neuropatia periferica sensoriale o sensitiva e motoria, in qualche caso a comparsa molto rapida. Anche per questa molecola si possono verificare gli effetti avversi propri di altri antibiotici fluorchinolonici. Tra questi, in particolare, i disturbi a carico dei tendini, le artropatie e le esacerbazioni dei sintomi della miastenia grave.
È stato riportato che il ricorso ad antibiotici chinolonici potrebbe determinare un prolungamento dell'intervallo QT (associato all'insorgenza di torsioni di punta che spesso evolvono in aritmie fatali), in particolare in soggetti che presentano già altri fattori di rischio per questo problema (ipertrofia ventricolare sinistra, insufficienza cardiaca, ischemia del miocardio, ipertensione arteriosa, diabete mellito, incremento delle concentrazioni di ormoni tiroidei, ipercolesterolemia, alterazioni elettrolitiche come l'ipokaliemia e l'ipomagnesiemia. 
Secondo alcuni studi la balofloxacina presenterebbe però un minor rischio di indurre aritmie.

## Controindicazioni
La balofloxacina è controindicata nei soggetti con ipersensibilità nota al principio attivo, ad altri chinoloni, oppure ad uno qualsiasi degli eccipienti contenuti nella formulazione farmaceutica. Risulta inoltre controindicata nei pazienti con anamnesi di tendinite o rottura di tendini associata alla somministrazione di fluorochinoloni.

## Dosi terapeutiche
Nei soggetti adulti nel trattamento delle infezioni del tratto urinario il dosaggio consigliato è pari a 100 mg due volte al giorno. In caso di infezioni pelviche (ad esempio cervicite) la dose raccomandata è di 200 mg, due volte al giorno, per almeno sette giorni. Alcune infezioni pelviche possono richiedere fino a 14 giorni di trattamento, a seconda della risposta clinica e del grado di miglioramento della sintomatologia.